# Белоколодец
Белоколо́дец (Белоколо́дезь, Бе́лый Коло́дезь) — река в России, протекает по Липецкому району Липецкой области. Правый приток Воронежа.

## География
Река Белоколодец берёт начало у села Крутые Хутора. Около села Ленино запружена плотиной, которая образует Белоколодецкое водохранилище — самое глубокое в бассейне реки Воронеж. Течёт на юг через село Боринское, затем поворачивает на восток. Впадает в Воронеж между сёлами Крутогорье и Пады. Устье реки находится в 163 км по правому берегу реки Воронеж. Длина реки составляет 16 км, площадь водосборного бассейна 226 км².
От истока до села Боринское река пересыхающая. Ниже села Боринское на реке устроена запруда, образующая Боринское водохранилище.

## История
Ранее река носила название Белый Колодезь. В XVII—XVIII веках на Белом Колодезе использовалась плотина для Боринского чугуноплавильного вододействующего завода (см. Боринское).
По Белому Колодезю получило прежнее название села Крутогорье — Белоколодск.

## Данные водного реестра
По данным государственного водного реестра России относится к Донскому бассейновому округу, водохозяйственный участок реки — Воронеж от города Липецк до Воронежского гидроузла, речной подбассейн реки — бассейны притоков Дона до впадения Хопра. Речной бассейн реки — Дон (российская часть бассейна).
Код объекта в государственном водном реестре — 05010100612107000003067.